# Copris repertus
Copris repertus là một loài bọ cánh cứng trong họ Bọ hung (Scarabaeidae).